# Topología del orden
En matemáticas, una topología del orden es un tipo de topología específico que se puede definir en cualquier orden total. Es una generalización natural de la topología de los números reales a conjuntos arbitrarios totalmente ordenados.
Si X es un conjunto totalmente ordenado, la topología del orden en X es generada por la subbase de "rayos abiertos"
{\displaystyle \{x\mid a<x\}}
{\displaystyle \{x\mid x<b\}}
para todo a, b en X. Siempre que X tenga al menos dos elementos, esto equivale a decir que los intervalos abiertos
{\displaystyle (a,b)=\{x\mid a<x<b\}}
junto con los rayos anteriores forman una base para la topología del orden. Los conjuntos abiertos en X son los conjuntos que son uniones (que pueden ser infinitas) de tales intervalos y rayos abiertos.
Un espacio topológico X se llama ordenable u ordenable linealmente si existe un orden total en sus elementos tal que la topología del orden inducida por ese orden y la topología dada en X coinciden. La topología del orden convierte a X en un espacio de Hausdorff completamente normal.
Las topologías estándar en los conjuntos de números R, Q, Z y N son denominadas topologías del orden.

## Topología del orden inducida
Si Y es un subconjunto de X, X es un conjunto totalmente ordenado, entonces Y hereda un orden total de X. El conjunto Y tiene por tanto una topología del orden, la topología del orden inducida. Como subconjunto de X, Y también tiene una topología traza. La topología subespacial es siempre al menos tan fina como la topología de orden inducida, pero en general no son iguales.
Por ejemplo, considérese el subconjunto Y = {−1} ∪ {1/n }n∈N de los números racionales. Bajo la topología subespacial, el conjunto unitario {−1} está abierto en Y, pero bajo la topología del orden inducida, cualquier conjunto abierto que contenga a −1 debe contener todos menos un número finito de miembros del espacio.

## Ejemplo de un subespacio de un espacio linealmente ordenado cuya topología no es una topología del orden
Aunque la topología del subespacio de Y = {−1} ∪ {1/n } n∈N analizada en la sección anterior no es generada por el orden inducido en Y. No obstante, es una topología del orden en Y. De hecho, en la topología del subespacio cada punto está aislado (es decir, el conjunto unitario {y} está abierto en Y para cada y en Y), por lo que la topología del subespacio es el espacio discreto en Y (la topología en la que cada subconjunto de Y está abierto), y la topología discreta en cualquier conjunto es una topología del orden. Para definir un orden total en Y que genere la topología discreta en Y, simplemente basta con modificar el orden inducido en Y definiendo −1 como el mayor elemento de Y, y de lo contrario, se mantiene el mismo orden para los demás puntos, de modo que en este nuevo orden (llámese, por ejemplo, <1) se tenga que 1/n <1 −1 para todos los n ∈ N. Por lo tanto, en la topología del orden en Y generada por <1, cada punto de Y está aislado en Y.
Se desea definir aquí un subconjunto Z de un espacio topológico linealmente ordenado X tal que ningún orden total en Z genere la topología del subespacio en Z, de modo que la topología del subespacio no será una topología del orden aunque sea la topología del subespacio de un espacio cuya topología es una topología del orden.
Sea {\displaystyle Z=\{-1\}\cup (0,1)} en el recta real. El mismo argumento anterior muestra que la topología subespacial en Z no es igual a la topología del orden inducido en Z, pero se puede demostrar que la topología subespacial en Z no puede ser igual a ninguna topología del orden en Z.
Sigue un argumento. Supongamos a modo de contradicción que hay algún strict total order < en Z tal que la topología del orden generada por < es igual a la topología subespacial en Z (tenga en cuenta que no estamos asumiendo que < sea el orden inducido en Z, sino más bien un orden total dado arbitrariamente en Z que genera la topología subespacial).
Sea M = Z \ {−1} = (0,1), entonces M es conexo, y además es denso en sí mismo y no tiene espacios en lo que respecta a la relación <. Si −1 no es el elemento más pequeño ni el más grande de Z, entonces {\displaystyle (-\infty ,-1)} y {\displaystyle (-1,\infty )} separan M, lo que implicaría una contradicción. Supóngase sin pérdida de generalidad que −1 es el elemento más pequeño de Z. Como {−1} está abierto en Z, hay algún punto p en M tal que el intervalo (−1,p) está vacío, por lo que p es el mínimo de M. Entonces, M \ {p} = (0,p) ∪ (p,1) no está conectado con respecto a la topología del subespacio heredada de R. Por otro lado, la topología del subespacio de M \ {p} heredada de la topología del orden de Z coincide con la topología del orden de M  \ {p} inducida por <, que es conexo, ya que no hay espacios en M \ {p} y es denso. Esto es una contradicción.

## Topologías del orden izquierdo y derecho
Se pueden dar varias variantes de la topología del orden:
- La topología de orden derecho[2] sobre X es la topología que tiene como base todos los intervalos de la forma {\displaystyle (a,\infty )=\{x\in X\mid x>a\}}, junto con el conjunto X.
- La topología de orden izquierdo sobre X es la topología que tiene como base todos los intervalos de la forma {\displaystyle (-\infty ,a)=\{x\in X\mid x<a\}}, junto con el conjunto X.

Las topologías del orden izquierdo y derecho se pueden utilizar para proporcionar contraejemplos en topología general. Por ejemplo, la topología del orden izquierdo o derecho en un conjunto acotado proporcionan un ejemplo de un espacio compacto que no es de Hausdorff.
La topología del orden izquierdo es la topología estándar utilizada para muchos propósitos de la teoría de conjuntos en un álgebra booleana.

## Espacio ordinal
Para cualquier número ordinal λ se pueden considerar los espacios de números ordinales
{\displaystyle [0,\lambda )=\{\alpha \mid \alpha <\lambda \}}
{\displaystyle [0,\lambda ]=\{\alpha \mid \alpha \leq \lambda \}}
junto con la topología del orden natural. Estos espacios se denominan espacios ordinales (téngase en cuenta que en la construcción habitual de la teoría de conjuntos de números ordinales se tiene que λ = [0, λ) y λ + 1 = [0, λ]). Obviamente, estos espacios son de mayor interés cuando λ es un ordinal infinito. Para ordinales finitos, la topología del orden es simplemente la topología discreta.
Cuando λ = ω (el primer ordinal infinito), el espacio [0,omega;) es simplemente N con la topología habitual (todavía discreta), mientras que [0,omega;] es la compactación de un punto de N.
De particular interés es el caso cuando λ = ω1, el conjunto de todos los ordinales numerables y el primer ordinal no numerable. El elemento ω1 es un punto de acumulación del subconjunto [0,ω1) aunque ninguna sucesión de elementos en [0,ω1) que tenga el elemento ω1 como límite. En particular, [0,omega;1] no cumple el primer axioma de numerabilidad. Sin embargo, el subespacio [0,Ω1) cumple el primer axioma de numerabilidad, ya que el único punto en [0,omega;1] sin una base de entornos numerable es ω1. Algunas propiedades adicionales incluyen:
- Ni [0,Ω1) ni [0,omega;1] son separables o cumplen el segundo axioma de numerabilidad.
- [0,omega;1] es compacto, mientras que [0,omega;1) es sucesionalmente compacto y numerablemente compacto, pero no compacto ni paracompacto.

## Topología y ordinales

### Ordinales como espacios topológicos
Cualquier número ordinal puede convertirse en un espacio topológico dotándolo de la topología del orden (dado que, en un buen orden, cualquier ordinal en particular está totalmente ordenado): salvo indicación en contrario, siempre es esa topología de orden a la que se refiere cuando se trata de un ordinal, y se caracteriza como un espacio topológico. Debe tenerse en cuenta que si se acepta una clase propia como un espacio topológico, entonces la clase de todos los ordinales también es un espacio topológico para la topología del orden.
El conjunto de puntos límite de un ordinal α es precisamente el conjunto de ordinales límite menores que α. Los ordinales sucesores (y cero) menores que α son puntos aislados en α. En particular, los ordinales finitos y ω son espacios topológicos discretos, y ningún ordinal más allá de este es discreto. El ordinal α es compacto como espacio topológico si y solo si α es un ordinal sucesor o cero.
Los conjuntos cerrados de un ordinal límite α son simplemente los conjuntos cerrados en el sentido ya definido, es decir, aquellos que contienen un ordinal límite siempre que contenga todos los ordinales suficientemente grandes por debajo de él.
Cualquier ordinal es, por supuesto, un subconjunto abierto de cualquier ordinal mayor. También se puede definir la topología en los ordinales de la siguiente manera inductiva: 0 es el espacio topológico vacío, α+1 se obtiene tomando la compactación de un punto de α, y para δ un límite ordinal, de manera que δ está equipado con la topología de un límite inductivo. Téngase en cuenta que si α es un ordinal sucesor, entonces α es compacto, en cuyo caso su compactación de un punto α+1 es la unión disjunta de α y un punto.
Como espacios topológicos, todos los ordinales son de Hausdorff e incluso normales. También son totalmente desconectados (los componentes conectados son puntos), dispersos (cada subespacio no vacío tiene un punto aislado; en este caso, solo se toma el elemento más pequeño), de dimensión cero (la topología tiene una base cerrada-abierta: aquí, se escribe un intervalo abierto (β,γ) como la unión de los intervalos abiertos (β,γ'+1) = [β+1,γ '] para γ'<γ). Sin embargo, no están extremamente desconectados en general (hay conjuntos abiertos, por ejemplo los números pares de ω, cuya clausura no es abierta).
Los espacios topológicos ω1 y su sucesor ω1+1 se utilizan con frecuencia como ejemplos de libros de texto de espacios topológicos no numerables. Por ejemplo, en el espacio topológico ω1+1, el elemento ω1 está en el cierre del subconjunto ω1 aunque ninguna sucesión de elementos en ω1 tiene el elemento ω1 como límite: un elemento en ω1 es un conjunto numerable. Para cualquier sucesión de tales conjuntos, la unión de estos conjuntos es la unión de muchos conjuntos numerables, por lo que siguen siendo numerables. Esta unión es una cota superior de los elementos de la sucesión, y por lo tanto del límite de la sucesión, si lo tiene.
El espacio ω1 cumple el primer axioma de numerabilidad pero no el segundo, y ω1+1 no tiene ninguna de estas dos propiedades, a pesar de ser compacto. También es digno de mención que cualquier función continua desde ω1 sobre R (la recta real) es finalmente constante: por lo que la compactación de Stone-Čech de ω1 es ω1+1, al igual que su compactación en un punto (en marcado contraste con ω, cuya compactación de Stone-Čech es mucho mayor que ω).

### Sucesiones indexadas ordinales
Si α es un ordinal límite y X es un conjunto, una sucesión de elementos de X indexada por α simplemente significa una función de α sobre X. Este concepto, una sucesión transfinita o sucesión indexada ordinal, es una generalización del concepto de sucesión. Una sucesión ordinaria corresponde al caso α = ω.
Si X es un espacio topológico, se dice que una sucesión de elementos de X indexada por α converge a un límite x cuando converge como red. En otras palabras, cuando se da cualquier entorno U de x hay un ordinal β < α tal que xι está en U para todo ι ≥ β.
Las sucesiones indexadas ordinales son más potentes que las sucesiones ordinarias (indexadas en ω) para determinar límites en topología. Por ejemplo, ω1 es un punto límite de ω1+1 (porque es un ordinal límite) y, de hecho, es el límite de la sucesión indexada por ω1 que aplica cualquier ordinal menor que ω1 sobre sí mismo. Sin embargo, no es el límite de ninguna sucesión ordinaria (indexada en ω) en ω1, ya que dicho límite es menor o igual a la unión de sus elementos, que es una unión numerable de conjuntos numerables, y por lo tanto, en sí mismo numerable.
Sin embargo, las sucesiones indexadas ordinales no son lo suficientemente potentes como para reemplazar a redes (o filtros) en general: por ejemplo, en una plancha de Tíjonov (el espacio de producto {\displaystyle (\omega _{1}+1)\times (\omega +1)}), el punto de esquina {\displaystyle (\omega _{1},\omega )} es un punto límite (está en el cierre) de la subconjunto abierto {\displaystyle \omega _{1}\times \omega }, pero no es el límite de una sucesión indexada ordinal.